# Web Distributed Data Exchange
Web Distributed Data Exchange (WDDX) je webová technologie výměny dat, založená na formátu XML. Pomocí WDDX si vyměňují data některé programovací jazyky, typicky u webových aplikací. WDDX sestává s reprezentace dat nezávisle na jakémkoli programovacím jazyku a platformě (struktura je založena na XML DTD verze 1.0) a souboru modulů pro mnoho jazyků, které WDDX využívají. WDDX přenáší ryze textová data, dokáže být tedy přenášena internetovými protokoly jako HTTP, SMTP, POP, FTP a dalšími. Autorem WDDX je Simeon Simeonov.

## Příklad
```
<wddxPacket
 
version=
'1.0'
>

  
<header
 
comment=
'PHP'
/>

  
<data>

    
<struct>

      
<var
 
name=
'pi'
>

        
<number>
3.1415926
</number>

      
</var>

      
<var
 
name=
'cities'
>

        
<array
 
length=
'3'
>

          
<string>
Austin
</string>

          
<string>
Novato
</string>

          
<string>
Seattle
</string>

        
</array>

      
</var>

    
</struct>

  
</data>

</wddxPacket>

```